# 喬·麥克萊蘭
約瑟夫·本特利·麥克萊蘭（英語：Joseph Bentley McClelland，1885年－1964年7月3日1885年—1964年7月3日）是哈利法克斯足球會的首位領隊。他在1911年球隊成立之初便上任，並且是少數願意以一英鎊擔保球會成立的其中一人。在此前，他曾經在地區球隊踢球，然後成為近哈利法克斯聯賽最年輕的秘書，直至1912年，他仍擔當此職。
麥克萊蘭是哈利法克斯的領隊，兼任球會秘書。他在執教球隊的第一季便在約克郡聯合聯賽取得令人信服的第7名，他在球隊執教了近20年，到1930年7月1日才離職，是球會歷史上在任時間最長的領隊。
由於球員短缺，麥克萊蘭有必要把自己都放到參賽名單之上。他在1913年2月8日首次上陣，以0-0賽和預備隊。第一次世界大戰在1914年爆發後，球員短缺的現象加劇，他在在1914年至1916年8次代表球隊上陣。1915年4月22日，麥克萊蘭發現球隊在對戰預備隊之前欠缺3名球員，他在現場即時簽下了兩名球員，並把自己都放進首發名單裡，最終球隊以0-5慘敗。
在麥克萊蘭執教期間，哈利法克斯得以進入英格蘭足球聯賽，並興建了薩伊體育場，球隊與哈利法克斯RLFC至今仍使用這個場地。三名球會董事與麥克萊蘭在1920年12月7日為球場鋪上第一塊草皮，以彰顯他對球會的貢獻。